# Doubt!
『Doubt!』（ダウト）は、天乃咲哉による日本の漫画である。『月刊コミック電撃大王』（アスキー・メディアワークス）で2012年10月号から2014年3月号まで連載。単行本は電撃コミックスから刊行されている。話数カウントは「PROFILE.○」。

## 作品概要
「自分の勤める学校に入学し、写真の少女が自分の娘（すなわち主人公の腹違いの妹）なのかを確認してほしい。してくれたら、3千万円の借金はチャラにしてあげる。」
人生に展望を見いだせず腐りきっていた、引きこもりでニートの神埼イチルは、ある日父親の真紀からこんな話を持ち掛けられる。内心は全然気乗りではないながらも、人生をリセットしたいとの思いから、やがて入学を決意する。

## 登場人物
神埼 イチル（かんざき イチル）
本作の主人公で高校1年生だが、引きこもりをしていたため、他の生徒より1つ年上である。
真紀から見せられた写真の少女を含め、何人かいる候補者の中に自分の腹違いの妹がいるかを調べるため、真紀の勤める高校に入学した。本人はあくまで借金返済と人生を変えたいとの思いから渋々受けただけであるため、クラスメイトが親しげに話しかけてきても、どこか突き放すような言動をしてしまう。結果として「怖そう」と警戒され、揚句には「1年間ムショに入っていたために入学が遅れた」などと、あらぬ噂を立てられてしまう。
とにかく口がうまく、このことは彼にとって最大の武器であり、憎むべき相手を追い詰める時に際して最大限の効力を発揮する。また、心理学の素養があるのか、常に相手の心理を考え時には罠にかけて、相手にプレッシャーをかけていく術を心得ている。特に見落としそうな何気ない物事から本質を看破する才能に優れる。
藤堂 飛鳥（とうどう あすか）
妹候補の1人で、父親に見せられた写真の少女。当初の入学の目的は、この子が妹かどうかを調べるためのものであった。
イチルのクラスで学級委員長を務めている。赤い長髪のポニーテールをした美人であり、周囲の注目を集めやすい。だが、誰に対しても平等に接し特定の友達を作らない、プライベートを誰も知らないなど、良い子である反面、他人とは距離を置いている。だがそれは、彼女自身がとある目的を持って、意識的にそうしていることである。
父親はおらず、母親と祖母、妹のつぐみと生活している。特に母親は放浪癖があるため、家事は基本的に彼女自身でこなしている。
水城 真魚（みずき まな）
妹候補の1人。イチルの入学後、妹の可能性が出てきた2人のうちの1人である。
『王子』の愛称が意味するように、男子顔負けのカッコ良い容姿で、女子のハートを釘付けにする。
中学の時に舞台役者をしており、ある舞台劇で主人公のバレエダンサー・竜ヶ崎シレン役でデビューした。引退した後もファンクラブが存在し、ファンクラブ主催の誕生日会でその時のテーマソングが流れると、自然とシレン役を演じてしまう。そしてそのことが、舞台役者を辞めた自分と舞台を続けたい自分との間で、葛藤の種となっている。
うまいこと付け込むつもりが逆に腹の内を見透かされてしまうという、イチルにとっても一筋縄ではいかない相手である。
立花 彪（たちばな あや）
妹候補の1人。水城と同じく、イチルの入学後、妹の可能性が出てきた2人のうちの1人である。
家畜を載せたトラックを横転させた挙句学校の廊下に鶏や豚の群れを走らせるなど、イタズラ好きであり、学園一のトラブルメーカーである。だが、挙句の果てには学校に爆弾を仕掛けるなど、犯罪まがいの行為も多く、このままでは退学になるとも噂されている。
騒ぎが大きくなればこの街にいる本当の父親に会えるかもしれないと、こういったイタズラを繰り返している。ただ、イチルが「父親かもしれない人物に会わせてあげる」と誘うと、途端に顔色を急変させるなど、不思議な面もある。そのためイチルの中でも、謎めいた人物であると形容されている。
神埼 廻（かんざき めぐる）
イチルの従妹にあたる人物。
留学していたが、夏休みを利用して一時帰国した。イチルから妹探しのことを聞かされるが、妹候補への接し方からやがてその身を案じ、「今のうちに一緒に街を離れよう」と持ちかける。
神埼 真紀（かんざき まき）
主人公の父親。高校で働いており、主人公である自分の息子に、自分が勤める高校への入学を勧める。
いつもヘラヘラしているが、口の達者さは息子のイチル以上であり、口喧嘩ではイチルは絶対に敵わない。また、イチルを巧みに追い込む時の目つきは、時に実の親とは思えぬほど冷たい輝きを放つ時がある。
イチルのことを『チルくん』と呼んで溺愛しているようである。また、イチルの母親とは離婚しており、その母からは『真紀くん』と呼ばれている。
イチルの母親
名前不詳。衣料品店を経営している。
イチルの叔母
名前不詳。廻の母親。イチルの母親の経営する衣料品店で、店長をしている。
龍司（りゅうじ）
かつてイチルと同居していた人物。イチルの過去に深い関わりがあるらしい。

## キーワード
心理学
『相手から聞き出したい情報はまず自分から話すべし』など、相手との駆け引きを通して自分のペースに引きずり込んだり、相手の心中を推し量ったりする心理学的なテクニックが、各巻の巻末に数ページ紹介されている。

## 単行本
- 天乃咲哉 『Doubt!』 アスキー・メディアワークス〈電撃コミックス〉、全4巻
  1. 2012年11月27日発売 ISBN 978-4-04-891191-7[2]
  2. 2013年4月27日発売 ISBN 978-4-04-891615-8[3]
  3. 2013年9月27日発売 ISBN 978-4-04-891940-1[4]
  4. 2014年2月27日発売 ISBN 978-4-04-866294-9[5]